# 関あじ・関さば最中
関あじ・関さば最中（せきあじ・せきさばもなか）は、大分県大分市佐賀関（旧佐賀関町）の銘菓で、佐賀関特産の高級魚関あじ・関さばの形を摸した最中である。
関あじ最中は、やや大ぶりで、粒餡の中に求肥が入っている。関さば最中は、やや小ぶりで、こし餡である（餅は入っていない）。通常は、関あじ最中と関さば最中が数個ずつ入ったセットで販売されている。
明治時代から佐賀関に続く老舗の和菓子店高橋水月堂が、1999年（平成11年）に開発し、製造・販売している菓子で、2006年12月には、全国推奨観光土産品審査会で日本専門店会連盟理事長賞を受賞している。